# Are You The One?
Are You The One? is een Amerikaanse realityserie die is gestart in 2014 met als presentatoren Ryan Devlin (seizoen 1-5) en Terrence J (seizoen 6-). Het programma wordt uitgezonden op MTV.
In het programma moeten tien alleenstaande vrouwen en tien alleenstaande mannen, die slecht zijn in daten, binnen tien weken hun perfecte match vinden. Hierbij wordt nog wel geholpen door wekelijkse opdrachten waarbij de deelnemers een date kunnen winnen die kan leiden tot het 'waarheidshok' (Truth Booth) waarin direct te zien is of hij/zij een perfecte match heeft gevonden. Aan het eind van de week (aflevering) is er een match-upceremonie, waarbij de mannen/vrouwen (elke week het andere geslacht) zichzelf en hun vermoede perfecte match vastleggen. Wanneer iedereen dat heeft gedaan, wordt er door middel van tien lichten duidelijk hoeveel vermoede matches correct geraden zijn, alleen niet welke.
Seizoen 1 ging van start op 21 januari 2014.
In mei 2021 kondigde MTV samen met Videoland een Nederlandse variant van de realityserie aan; Are You The One? De Perfecte Match.